# Faltung (Mathematik)
Die Faltung, auch Konvolution (von lateinisch convolvere „zusammenrollen“), beschreibt in der Analysis einen mathematischen Operator, der für zwei Funktionen {\displaystyle f} und {\displaystyle g} eine dritte Funktion {\displaystyle f\ast g} liefert.
Anschaulich bedeutet die Faltung {\displaystyle f\ast g}, dass jeder Wert von {\displaystyle f} durch das mit {\displaystyle g} gewichtete Mittel der ihn umgebenden Werte ersetzt wird. Genauer wird für den Mittelwert {\displaystyle (f\ast g)(x)} der Funktionswert {\displaystyle f(\tau )} mit {\displaystyle g(x-\tau )} gewichtet. Die resultierende „Überlagerung“ zwischen {\displaystyle f} und gespiegelten und verschobenen Versionen von {\displaystyle g} (man spricht auch von einer „Verschmierung“ von {\displaystyle f}) kann z. B. verwendet werden, um einen gleitenden Durchschnitt zu bilden.
Die Kreuzkorrelationsfunktion ist identisch mit der komplex konjugierten Faltung {\displaystyle {\overline {f(-\tau )}}}. Insbesondere im Fachgebiet Maschinelles Lernen, wo man mit Convolutional Neural Networks arbeitet, wird aufgrund dieser Identität meistens die Kreuzkorrelation verwendet, diese aber als Faltung bezeichnet, weil sie leichter zu implementieren ist.

## Definition

### Faltung für Funktionen auf Rn
Die Faltung {\displaystyle f\ast g} zweier Funktionen {\displaystyle f,g\colon \mathbb {R} ^{n}\to \mathbb {C} } ist definiert durch
{\displaystyle (f*g)(x):=\int \limits _{\mathbb {R} ^{n}}f(\tau )g(x-\tau )\mathrm {d} \tau .}
Um die Definition möglichst allgemein zu halten, schränkt man den Raum der zulässigen Funktionen zunächst nicht ein und fordert stattdessen, dass das Integral für fast alle Werte von {\displaystyle x} wohldefiniert ist. Eine äquivalente Definition ergibt sich durch die Kommutativität der Faltung.
Im Fall {\displaystyle f,g\in {\mathcal {L}}^{1}(\mathbb {R} ^{n})}, also für zwei integrierbare Funktionen (insbesondere bedeutet das, dass das uneigentliche Betragsintegral endlich ist), kann man zeigen, dass diese Voraussetzung immer erfüllt ist, siehe Satz von Fubini.

### Faltung periodischer Funktionen
Für periodische Funktionen {\displaystyle f} und {\displaystyle g} einer reellen Variablen mit Periode {\displaystyle T>0} definiert man die Faltung als
{\displaystyle (f\ast g)(t)={\frac {1}{T}}\int \limits _{a}^{a+T}f(\tau )g(t-\tau )\mathrm {d} \tau },
wobei sich die Integration über ein beliebiges Intervall mit Periodenlänge {\displaystyle T} erstreckt. Es ist {\displaystyle f\ast g} wiederum eine periodische Funktion mit Periode {\displaystyle T}.

### Faltung für Funktionen auf Intervallen
Im Fall eines beschränkten Definitionsbereichs {\displaystyle \mathbb {D} } setzt man {\displaystyle f} und {\displaystyle g} auf den gesamten Raum fort, um die Faltung ausführen zu können. Hierzu gibt es je nach Anwendung mehrere Ansätze.
Fortsetzung durch Null
Man setzt die Funktionen per Definition außerhalb des Definitionsbereiches durch die Nullfunktion fort: {\displaystyle f{\Big |}_{\mathbb {R} ^{n}\setminus \mathbb {D} }\equiv 0}.
Periodische Fortsetzung
Man setzt die Funktionen außerhalb des Definitionsbereiches periodisch fort und verwendet die für periodische Funktionen definierte Faltung.
Im Allgemeinen ist die Faltung für derart fortgesetzte Funktionen nicht mehr wohldefiniert. Eine oft auftretende Ausnahme bilden stetige Funktionen mit kompaktem Träger {\displaystyle f\in C_{c}(\mathbb {D} )\cap {\mathcal {L}}^{1}(\mathbb {D} )}, die durch Null zu einer integrierbaren Funktion in {\displaystyle {\mathcal {L}}^{1}(\mathbb {R} ^{n})} fortsetzbar sind.

## Bedeutung

Faltung der Rechteckfunktion mit sich selbst ergibt die Dreiecksfunktion.

Eine anschauliche Deutung der eindimensionalen Faltung ist die Gewichtung einer von der Zeit abhängigen Funktion mit einer anderen. Der Funktionswert der Gewichtsfunktion {\displaystyle f} an einer Stelle {\displaystyle \tau } gibt an, wie stark der um {\displaystyle \tau } zurückliegende Wert der gewichteten Funktion, also {\displaystyle g(t-\tau )}, in den Wert der Ergebnisfunktion zum Zeitpunkt {\displaystyle t} eingeht.
Die Faltung ist ein geeignetes Modell zur Beschreibung zahlreicher physikalischer Vorgänge.

## Glättungskern

Faltung mit der Gauß-Funktion.

Eine Methode, eine Funktion {\displaystyle f} zu „glätten“, besteht darin, sie mit einem so genannten Glättungskern {\displaystyle j} zu falten. Die entstehende Funktion {\displaystyle F=j*f} ist glatt (unendlich oft stetig differenzierbar), ihr Träger ist nur etwas größer als der von {\displaystyle f}, und die Abweichung in der L1-Norm lässt sich durch eine vorgegebene positive Konstante beschränken.
Ein {\displaystyle d}-dimensionaler Glättungskern oder Mollifier ist eine unendlich oft stetig differenzierbare Funktion {\displaystyle j\colon \mathbb {R} ^{d}\to \mathbb {R} _{\geq 0}}, die nichtnegativ ist, ihren Träger in der abgeschlossenen Einheitskugel {\displaystyle B(0,1)} hat und das Integral 1, durch entsprechende Wahl einer Konstanten {\displaystyle c}, besitzt.
Ein Beispiel ist der Glättungskern
{\displaystyle j(x)={\begin{cases}c\cdot \exp \!\left(-{\frac {1}{1-|x|^{2}}}\right),&|x|<1\\0,&{\text{sonst.}}\end{cases}}}
wobei {\displaystyle c=\left[\int \limits _{B(0,1)}\exp \!\left(-{\frac {1}{1-|x|^{2}}}\right)dx\right]^{-1}<\infty } eine Normierungskonstante ist, also so gewählt wird, dass das Integral von {\displaystyle j} 1 ergibt.
Aus dieser Funktion kann man weitere Glättungskerne bilden, indem man für {\displaystyle e\in (0,1]} setzt:
{\displaystyle j_{e}(x)={\frac {1}{e^{d}}}\cdot j\left({\frac {x}{e}}\right),} wobei {\displaystyle j_{e}(x)=0} für {\displaystyle |x|>e}.
Die sich ergebenden Glättungskerne für {\displaystyle e=1} und {\displaystyle e={\tfrac {1}{2}}} sind im Folgenden dargestellt:

### Eigenschaften
- Für beliebige lokal integrierbare Funktionen {\displaystyle f}, ja selbst für Distributionen ist {\displaystyle j_{e}*f} glatt (unendlich oft stetig differenzierbar).
- {\displaystyle \lim _{e\rightarrow 0}j_{e}*f=f} in der Topologie der Distributionen.

## Beispiele

### Rechteckfunktion
Sei
{\displaystyle f\colon \mathbb {R} \to \mathbb {R} ,\;x\mapsto {\begin{cases}1&-1\leq x\leq 2\\0&\mathrm {sonst} \end{cases}}}.
Durch Faltung von {\displaystyle f} (rot dargestellt) mit dem Glättungskern {\displaystyle j_{1/2}} entsteht eine glatte Funktion {\displaystyle F=f*j_{1/2}} (blau dargestellt) mit kompaktem Träger, die von f in der L1-Norm um etwa 0,4 abweicht, d. h.
{\displaystyle \int \limits _{\mathbb {R} }|F(t)-f(t)|\mathrm {d} t<0{,}4}.
Bei der Faltung mit {\displaystyle j_{e}} für e kleiner 1/2 erhält man glatte Funktionen, die in der Integralnorm noch dichter bei f liegen.

### Normalverteilung
Wird eine Normalverteilung mit dem Mittelwert {\displaystyle \mu _{1}} und der Standardabweichung {\displaystyle \sigma _{1}} gefaltet mit einer zweiten Normalverteilung mit den Parametern {\displaystyle \mu _{2}} und {\displaystyle \sigma _{2}}, so ergibt sich wieder eine Normalverteilung mit dem Mittelwert {\displaystyle \mu =\mu _{1}+\mu _{2}} und der Standardabweichung {\displaystyle \sigma ={\sqrt {\sigma _{1}^{2}+\sigma _{2}^{2}}}}.
| Beweis |
| --- |
| {\displaystyle \int \limits _{-\infty }^{\infty }{\frac {1}{{\sqrt {2\pi }}\sigma _{1}}}e^{-{\frac {(\mathbf {\xi } -\mu _{1})^{2}}{2\sigma _{1}^{2}}}}\cdot {\frac {1}{{\sqrt {2\pi }}\sigma _{2}}}e^{-{\frac {(x-\mathbf {\xi } -\mu _{2})^{2}}{2\sigma _{2}^{2}}}}\mathbf {\mathrm {d} \xi } } {\displaystyle ={\frac {1}{2\pi \sigma _{1}\sigma _{2}}}\int \limits _{-\infty }^{\infty }e^{-{\frac {\mathbf {\xi } ^{2}+\mu _{1}^{2}-2\mathbf {\xi } \mu _{1}}{2\sigma _{1}^{2}}}-{\frac {\mathbf {\xi } ^{2}+(x-\mu _{2})^{2}-2\mathbf {\xi } (x-\mu _{2})}{2\sigma _{2}^{2}}}}\mathbf {\mathrm {d} \xi } } {\displaystyle ={\frac {1}{2\pi \sigma _{1}\sigma _{2}}}e^{-{\frac {\mu _{1}^{2}}{2\sigma _{1}^{2}}}-{\frac {(x-\mu _{2})^{2}}{2\sigma _{2}^{2}}}}\int \limits _{-\infty }^{\infty }e^{-{\frac {\mathbf {\xi } ^{2}\sigma _{2}^{2}-2\mathbf {\xi } \mu _{1}\sigma _{2}^{2}+\mathbf {\xi } ^{2}\sigma _{1}^{2}-2\mathbf {\xi } (x-\mu _{2})\sigma _{1}^{2}}{2\sigma _{1}^{2}\sigma _{2}^{2}}}}\mathbf {\mathrm {d} \xi } }{\displaystyle ={\frac {1}{2\pi \sigma _{1}\sigma _{2}}}e^{-{\frac {\mu _{1}^{2}\sigma _{2}^{2}+(x-\mu _{2})^{2}\sigma _{1}^{2}}{2\sigma _{1}^{2}\sigma _{2}^{2}}}}\int \limits _{-\infty }^{\infty }e^{-{\frac {\sigma _{1}^{2}+\sigma _{2}^{2}}{2\sigma _{1}^{2}\sigma _{2}^{2}}}\left[\left(\mathbf {\xi } -{\frac {\mu _{1}\sigma _{2}^{2}+(x-\mu _{2})\sigma _{1}^{2}}{\sigma _{1}^{2}+\sigma _{2}^{2}}}\right)^{2}-\left({\frac {\mu _{1}\sigma _{2}^{2}+(x-\mu _{2})\sigma _{1}^{2}}{\sigma _{1}^{2}+\sigma _{2}^{2}}}\right)^{2}\right]}\mathbf {\mathrm {d} \xi } }{\displaystyle ={\frac {1}{2\pi \sigma _{1}\sigma _{2}}}e^{-{\frac {\mu _{1}^{2}\sigma _{2}^{2}+(x-\mu _{2})^{2}\sigma _{1}^{2}-{\frac {\left(\mu _{1}\sigma _{2}^{2}+(x-\mu _{2})\sigma _{1}^{2}\right)^{2}}{\sigma _{1}^{2}+\sigma _{2}^{2}}}}{2\sigma _{1}^{2}\sigma _{2}^{2}}}}\int \limits _{-\infty }^{\infty }e^{-{\frac {\left(\mathbf {\xi } -{\frac {\mu _{1}\sigma _{2}^{2}+(x-\mu _{2})\sigma _{1}^{2}}{\sigma _{1}^{2}+\sigma _{2}^{2}}}\right)^{2}}{2{\frac {\sigma _{1}^{2}\sigma _{2}^{2}}{\sigma _{1}^{2}+\sigma _{2}^{2}}}}}}\mathbf {\mathrm {d} \xi } }{\displaystyle ={\frac {1}{2\pi \sigma _{1}\sigma _{2}}}e^{-{\frac {{\cancel {\mu _{1}^{2}\sigma _{2}^{4}}}+\mu _{1}^{2}\sigma _{1}^{2}\sigma _{2}^{2}+{{\cancel {(x-\mu _{2})^{2}\sigma _{1}^{4}}}+(x-\mu _{2})^{2}\sigma _{1}^{2}\sigma _{2}^{2}-\left({\cancel {\mu _{1}^{2}\sigma _{2}^{4}}}+{\cancel {(x-\mu _{2})^{2}\sigma _{1}^{4}}}+2\mu _{1}\sigma _{2}^{2}(x-\mu _{2})\sigma _{1}^{2}\right)}}{2\sigma _{1}^{2}\sigma _{2}^{2}(\sigma _{1}^{2}+\sigma _{2}^{2})}}}{\sqrt {2\pi }}{\frac {\sigma _{1}\sigma _{2}}{\sqrt {\sigma _{1}^{2}+\sigma _{2}^{2}}}}}{\displaystyle ={\frac {1}{{\sqrt {2\pi }}{\sqrt {\sigma _{1}^{2}+\sigma _{2}^{2}}}}}e^{-{\frac {\mu _{1}^{2}+(x-\mu _{2})^{2}-2\mu _{1}(x-\mu _{2})}{2(\sigma _{1}^{2}+\sigma _{2}^{2})}}}} {\displaystyle ={\underline {\underline {{\frac {1}{{\sqrt {2\pi }}{\sqrt {\sigma _{1}^{2}+\sigma _{2}^{2}}}}}e^{-{\frac {\left[x-(\mu _{1}+\mu _{2})\right]^{2}}{2{\sqrt {\sigma _{1}^{2}+\sigma _{2}^{2}}}^{2}}}}}}}} |

Damit lässt sich die Gaußsche Fehleraddition (Fehlerfortplanzungsgesetz) begründen:
Gegeben seien zwei Stäbe mit fehlerbehafteten Längen {\displaystyle L_{1}=\left(1\pm 0{,}03\right)\,\mathrm {m} } und {\displaystyle L_{2}=\left(2\pm 0{,}04\right)\,\mathrm {m} }. Will man nun wissen, wie lang der zusammengesetzte Stab ist, dann kann man die beiden Stäbe als zufallsverteiltes Ensemble betrachten. Das heißt, die Messungen von Stab 1 und Stab 2 unterliegen jeweils einer Streuung, welche der Normalverteilung folgt. Es kann z. B. sein, dass Stab 1 in Wirklichkeit {\displaystyle 1{,}01\,\mathrm {m} } lang ist. Dieses Ereignis tritt mit einer bestimmten Wahrscheinlichkeit auf, die man aus dem Streumaß der Normalverteilung {\displaystyle \sigma _{1}=0{,}03\,\mathrm {m} } um den Mittelwert {\displaystyle \mu _{1}=1\,\mathrm {m} } ablesen kann. Für dieses Ereignis ist dann die Gesamtlänge der beiden Stäbe normalverteilt, und zwar mit der Normalverteilung des 2. Stabes multipliziert mit der Wahrscheinlichkeit, dass der 1. Stab {\displaystyle 1{,}01\,\mathrm {m} } lang ist. Geht man dies für alle Stablängen für Stab 1 durch und addiert die Verteilungen des zusammengesetzten Stabes, dann entspricht dies der im Beweis angegebenen Integration, welche äquivalent zu einer Faltung ist. Der zusammengesetzte Stab ist also auch normalverteilt und {\displaystyle L_{3}=\mu _{1}+\mu _{2}\pm {\sqrt {\sigma _{1}^{2}+\sigma _{2}^{2}}}=1+2\pm {\sqrt {0{,}03^{2}+0{,}04^{2}}}=\left(3\pm 0{,}05\right)\,\mathrm {m} } lang.

## Eigenschaften der Faltung

### Algebraische Eigenschaften
Die Faltung von {\displaystyle L^{1}(\mathbb {R} ^{n})}-Funktionen erfüllt zusammen mit der Addition fast alle Axiome eines kommutativen Rings mit Ausnahme dessen, dass diese Struktur kein neutrales Element besitzt. Man spricht scherzhaft auch von einem „Rng“, weil das i für "Identität" fehlt. Im Detail gelten also die folgenden Eigenschaften:
- Kommutativität

{\displaystyle f\ast g=g\ast f}
- Assoziativität

{\displaystyle f\ast (g\ast h)=(f\ast g)\ast h}
- Distributivität

{\displaystyle f\ast (g+h)=(f\ast g)+(f\ast h)}
- Assoziativität mit der skalaren Multiplikation

{\displaystyle a(f\ast g)=(af)\ast g=f\ast (ag)}
Wobei {\displaystyle a} eine beliebige komplexe Zahl ist.

### Ableitungsregel
{\displaystyle \mathrm {D} (f\ast g)=(\mathrm {D} f)\ast g=f\ast \mathrm {D} g}
Dabei ist {\displaystyle \mathrm {D} f} die distributionelle Ableitung von {\displaystyle f}. Falls {\displaystyle f} (total) differenzierbar ist, so stimmen distributionelle Ableitung und (totale) Ableitung überein. Zwei interessante Beispiele dazu sind:
- {\displaystyle \mathrm {D} (f\ast \delta )(x)=(f\ast D\delta )(x)=Df(x)}, wobei {\displaystyle D\delta } die Ableitung der Delta-Distribution ist. Die Ableitung lässt sich also als Faltungsoperator auffassen.
- {\displaystyle \textstyle (f*\Theta )(x)=\int _{-\infty }^{x}f(t)\mathrm {d} t}, wobei {\displaystyle \Theta } die Sprungfunktion ist, ergibt eine Stammfunktion für {\displaystyle f}.

### Integration
Sind {\displaystyle f} und {\displaystyle g} integrierbare Funktionen, so gilt
{\displaystyle \int \limits _{\mathbb {R} ^{n}}(f*g)(x)dx=\left(\int \limits _{\mathbb {R} ^{n}}f(x)dx\right)\left(\int \limits _{\mathbb {R} ^{n}}g(x)dx\right).}
Dies ist eine einfache Folgerung aus dem Satz von Fubini.

### Faltungstheorem
Nach Fourier-Transformation
{\displaystyle {\mathcal {F}}(f)(t)={\frac {1}{\left(2\pi \right)^{\frac {n}{2}}}}\int \limits _{\mathbb {R} ^{n}}f(x)\,e^{-\mathrm {i} t\cdot x}\,\mathrm {d} x,\quad f\in L^{1}(\mathbb {R} ^{n})}
stellt sich die Faltung zweier Funktionen als Produkt der einzelnen Fouriertransformierten dar:
{\displaystyle {\mathcal {F}}(f*g)=(2\pi )^{\tfrac {n}{2}}\,{\mathcal {F}}(f)\cdot {\mathcal {F}}(g),\quad f,g\in L^{1}(\mathbb {R} ^{n})}
Ein ähnliches Theorem gilt auch für die Laplacetransformation.
Die Umkehrung des Faltungssatzes besagt:
{\displaystyle {\mathcal {F}}(f)*{\mathcal {F}}(g)=(2\pi )^{\tfrac {n}{2}}{\mathcal {F}}(f\cdot g)}
Dabei ist {\displaystyle \cdot } das punktweise Produkt der beiden Funktionen, {\displaystyle f=g\cdot h} ist also gleichbedeutend mit {\displaystyle f(x)=g(x)\cdot h(x)} an jeder Stelle {\displaystyle x}.

### Spiegelungsoperator
Es sei {\displaystyle S} der Spiegelungsoperator mit {\displaystyle Sf(t)=f(-t)} für alle {\displaystyle t}, dann gilt
- {\displaystyle (Sf*g)(t)=\int \limits _{\mathbb {R} ^{n}}f(-\tau )g(t-\tau )\mathrm {d} \tau =\int \limits _{\mathbb {R} ^{n}}f(\tau )g(\tau +t)\mathrm {d} \tau =S(f*Sg)(t)} und
- {\displaystyle (Sf*Sg)(t)=\int \limits _{\mathbb {R} ^{n}}f(-\tau )g(-t+\tau )\mathrm {d} \tau =S(f*g)(t).}

### Faltung dualer Lp-Funktionen ist stetig
Sei {\displaystyle f\in L^{p}(\mathbb {R} ^{n})} und {\displaystyle g\in L^{q}(\mathbb {R} ^{n})} mit {\displaystyle 1\leq p,q\leq \infty } und {\displaystyle {\tfrac {1}{p}}+{\tfrac {1}{q}}=1}. Dann ist die Faltung {\displaystyle f*g} eine beschränkte stetige Funktion auf {\displaystyle \mathbb {R} ^{n}}. Ist {\displaystyle p\neq \infty \neq q}, so verschwindet die Faltung im Unendlichen, ist also eine {\displaystyle C_{0}}-Funktion. Diese Aussage ist ebenfalls richtig, wenn {\displaystyle f} eine reelle Hardy-Funktion ist und {\displaystyle g} in BMO liegt.

### Verallgemeinerte Young’sche Ungleichung
Aus der Hölder’schen Ungleichung folgt die verallgemeinerte Young’sche Ungleichung
{\displaystyle \|f*g\|_{L^{r}}\leq \|f\|_{L^{p}}\|g\|_{L^{q}}}
für {\displaystyle {\tfrac {1}{p}}+{\tfrac {1}{q}}=1+{\tfrac {1}{r}}} und {\displaystyle p,q,r\geq 1}.

## Faltung als Integraloperator
Sei {\displaystyle h\in L^{2}([0,2\pi ])}, dann kann man die Faltung auch als Integraloperator mit dem Integralkern {\displaystyle h} auffassen. Das heißt, man kann die Faltung als Operator {\displaystyle T_{h}\colon L^{2}([0,2\pi ])\to L^{2}([0,2\pi ])} definiert durch
{\displaystyle T_{h}f(s):={\frac {1}{2\pi }}\int \limits _{[0,2\pi ]}f(t)h(s-t)\mathrm {d} t}
auffassen. Dies ist ein linearer und kompakter Operator, der außerdem normal ist. Sein adjungierter Operator ist gegeben durch
{\displaystyle T_{h}^{*}f(s)={\frac {1}{2\pi }}\int \limits _{[0,2\pi ]}f(t){\overline {h(t-s)}}\mathrm {d} t\,.}
Außerdem ist {\displaystyle T_{h}} ein Hilbert-Schmidt-Operator.

## Diskrete Faltung
In der digitalen Signalverarbeitung und der digitalen Bildverarbeitung hat man es meist mit diskreten Funktionen zu tun, die miteinander gefaltet werden sollen. In diesem Fall tritt an die Stelle des Integrals eine Summe und man spricht von der zeitdiskreten Faltung.

### Definition
Seien {\displaystyle f,g\colon D\to \mathbb {C} } Funktionen mit dem diskreten Definitionsbereich {\displaystyle D\subseteq \mathbb {Z} }. Dann ist die diskrete Faltung definiert durch
{\displaystyle (f*g)(n)=\sum _{k\in D}f(k)g(n-k)}.
Der Summationsbereich ist der gesamte Definitionsbereich {\displaystyle D} beider Funktionen. Im Fall eines beschränkten Definitionsbereichs werden {\displaystyle f} und {\displaystyle g} meist durch Nullen fortgesetzt.
Ist der Definitionsbereich endlich, so können die beiden Funktionen auch als Vektoren {\displaystyle {\vec {f}}\in \mathbb {C} ^{n_{f}}}, respektive {\displaystyle {\vec {g}}\in \mathbb {C} ^{n_{g}}} verstanden werden. Die Faltung ist dann gegeben als Matrix-Vektor-Produkt:
{\displaystyle (f*g)(n)=\mathbf {G} {\vec {f}}}
mit der Toeplitz-Matrix
{\displaystyle \mathbf {G} ={\begin{bmatrix}g[0]&0&0&\cdots &0\\g[1]&g[0]&0&\cdots &0\\g[2]&g[1]&g[0]&\cdots &0\\\vdots &\vdots &\vdots &\ddots &\vdots \\g[n_{g}-1]&g[n_{g}-2]&g[n_{g}-3]&\cdots &g[0]\\0&g[n_{g}-1]&g[n_{g}-2]&\cdots &g[1]\\0&0&g[n_{g}-1]&\cdots &g[2]\\\vdots &\vdots &\vdots &\ddots &\vdots \\0&0&0&\cdots &g[n_{g}-1]\end{bmatrix}}}
mit {\displaystyle \mathbf {G} \in \mathbb {C} ^{m\times n_{f}}} und {\displaystyle m=n_{f}+n_{g}-1.}
Wenn man die Spalten von {\displaystyle \mathbf {G} } unter und über den Elementen von {\displaystyle {\vec {g}}} periodisch fortsetzt, statt mit Nullen zu ergänzen, wird {\displaystyle \mathbf {G} } zu einer zyklischen Matrix, und man erhält die zyklische Faltung.

### Anwendungen
Das Produkt zweier Polynome {\displaystyle f} und {\displaystyle g} ist zum Beispiel die diskrete Faltung ihrer mit Nullen fortgesetzten Koeffizientenfolgen. Die dabei auftretenden unendlichen Reihen haben stets nur endlich viele Summanden, die ungleich Null sind.
Analog definiert man das Produkt zweier formaler Laurentreihen mit endlichem Hauptteil.
Ein in Bezug auf die Rechenleistung effizienter Algorithmus für die Berechnung der diskreten Faltung ist die Schnelle Faltung, die sich ihrerseits auf die Schnelle Fourier-Transformation (FFT) zur effizienten Berechnung der diskreten Fourier-Transformation stützt.

## Distributionen
Die Faltung wurde von Laurent Schwartz, der als Begründer der Distributionentheorie gilt, auf Distributionen erweitert.

### Faltung mit einer Funktion
Eine andere Verallgemeinerung ist die Faltung einer Distribution {\displaystyle T} mit einer Funktion {\displaystyle \varphi \in C_{c}^{\infty }(\mathbb {R} ^{n})}. Diese ist definiert durch
{\displaystyle (T*\varphi )(x):=T(\tau _{x}\varphi )=T(\varphi (x-\cdot )),}
wobei {\displaystyle \tau _{x}} ein Translations- und Spiegelungsoperator ist, welcher durch {\displaystyle \tau _{x}\phi (y)=\phi (x-y)} definiert ist.

### Faltung zweier Distributionen
Seien {\displaystyle u_{1}} und {\displaystyle u_{2}} zwei Distributionen, wobei eine einen kompakten Träger hat. Dann ist für alle {\displaystyle \varphi \in C_{c}^{\infty }(\mathbb {R} ^{n})} die Faltung zwischen diesen Distributionen definiert durch
{\displaystyle (u_{1}*u_{2})*\varphi =u_{1}*(u_{2}*\varphi )}.
Eine weitergehende Aussage stellt sicher, dass es eine eindeutige Distribution {\displaystyle u\in {\mathcal {D}}'} gibt mit
{\displaystyle u_{1}*(u_{2}*\varphi )=u*\varphi }
für alle {\displaystyle \varphi \in C_{c}^{\infty }(\mathbb {R} ^{n})} .

### Algebraische Eigenschaften
Seien {\displaystyle u_{1}}, {\displaystyle u_{2}} und {\displaystyle u_{3}} Distributionen, dann gilt
- Kommutativität

{\displaystyle u_{1}*u_{2}=u_{2}*u_{1}\,}
- Distributivität

{\displaystyle u_{1}*(u_{2}+u_{3})=(u_{1}*u_{2})+(u_{1}*u_{3})\,}
- Assoziativität mit der skalaren Multiplikation

{\displaystyle a(u_{1}*u_{2})=(au_{1})*u_{2}=u_{1}*(au_{2})\,}
Wobei {\displaystyle a} eine beliebige komplexe Zahl ist.
- Neutrales Element
  - {\displaystyle (u_{1}*\delta )=u_{1}\,}, wobei {\displaystyle \delta } die Delta-Distribution ist.

### Faltungstheorem
Mit {\displaystyle {\mathcal {F}}} wird die (unitäre) Fourier-Transformation von Distributionen bezeichnet. Sei nun {\displaystyle u_{1}\in S'(\mathbb {R} ^{n})} eine temperierte Distribution und {\displaystyle u_{2}\in {\mathcal {E'}}(\mathbb {R} ^{n})} eine Distribution mit kompaktem Träger. Dann ist {\displaystyle u_{1}*u_{2}\in S'(\mathbb {R} ^{n})} und es gilt
{\displaystyle {\mathcal {F}}(u_{1}*u_{2})=(2\pi )^{\tfrac {n}{2}}{\mathcal {F}}(u_{1})\cdot {\mathcal {F}}(u_{2})}.

## Topologische Gruppen

### Faltung auf topologischen Gruppen
Die beiden Faltungsbegriffe können gemeinsam beschrieben und verallgemeinert werden durch einen allgemeinen Faltungsbegriff für komplexwertige m-integrierbare Funktionen auf einer geeigneten topologischen Gruppe G mit einem Maß m (z. B. einer lokalkompakten hausdorffschen topologischen Gruppe mit einem Haar-Maß):
{\displaystyle (f*g)(x)=\int \limits _{G}f(t)g(xt^{-1})\mathrm {d} m(t)\,}
Dieser Faltungsbegriff spielt eine zentrale Rolle in der Darstellungstheorie dieser Gruppen, deren wichtigste Vertreter die Lie-Gruppen bilden. Die Algebra der integrierbaren Funktionen mit dem Faltungsprodukt ist für kompakte Gruppen das Analogon zum Gruppenring einer endlichen Gruppe. Weiterführende Themen sind:
- Satz von Peter-Weyl
- Harmonische Analyse

### Die Faltungsalgebra endlicher Gruppen
Für eine endliche Gruppe {\displaystyle G} mit {\displaystyle g:=\operatorname {ord} (G),} wird die Menge {\displaystyle L^{1}(G):=\{f\colon G\to \mathbb {C} \}} mit der Addition und der skalaren Multiplikation ein {\displaystyle \mathbb {C} }-Vektorraum, isomorph zu {\displaystyle \textstyle \mathbb {C} ^{g}.} Mit der Faltung
{\displaystyle \textstyle f*h(s)=\sum _{t\in G}f(t)h(t^{-1}s)} wird {\displaystyle \textstyle L^{1}(G)} dann zu einer Algebra, genannt die Faltungsalgebra.

Die Faltungsalgebra besitzt eine Basis indiziert mit den Gruppenelementen {\displaystyle (\delta _{s})_{s\in G},} wobei
{\displaystyle \delta _{s}(t)={\begin{cases}1&{\text{falls  }}\,\,\,t=s\\0&{\text{sonst}}\end{cases}}.}
Mit der Faltung gilt: {\displaystyle \delta _{s}*\delta _{t}=\delta _{st}.}

Wir definieren eine Abbildung zwischen {\displaystyle L^{1}(G)} und {\displaystyle \mathbb {C} [G],} indem wir für Basiselemente definieren: {\displaystyle \delta _{s}\mapsto e_{s}} und linear fortsetzen. Diese Abbildung ist offensichtlich bijektiv. Man erkennt an obiger Gleichung für die Faltung zweier Basiselemente aus {\displaystyle L^{1}(G),} dass die Multiplikation in {\displaystyle L^{1}(G)} der in {\displaystyle \mathbb {C} [G]} entspricht. Damit sind die Faltungsalgebra und die Gruppenalgebra als Algebren isomorph.
Mit der Involution {\displaystyle \textstyle f^{*}(s)={\overline {f(s^{-1})}}} wird {\displaystyle \textstyle L^{1}(G)} zu einer {\displaystyle ^{*}}-Algebra. Es gilt {\displaystyle \delta _{s}^{*}=\delta _{s^{-1}}.}

Eine Darstellung {\displaystyle (\pi ,V_{\pi })} einer Gruppe {\displaystyle G} setzt fort zu einem {\displaystyle ^{*}}-Algebrenhomomorphismus {\displaystyle \pi \colon L^{1}(G)\to {\text{End}}(V_{\pi })} durch {\displaystyle \pi (\delta _{s})=\pi (s).}

Da {\displaystyle \pi } als {\displaystyle ^{*}}-Algebrenhomomorphismus insbesondere multiplikativ ist, erhalten wir {\displaystyle \pi (f*h)=\pi (f)\pi (h).} Falls {\displaystyle \pi } unitär ist, gilt außerdem {\displaystyle \pi (f)^{*}=\pi (f^{*}).} Die Definition einer unitären Darstellung findet sich im Kapitel Eigenschaften der Faltung. Dort wird auch gezeigt, dass wir eine lineare Darstellung ohne Einschränkung als unitär annehmen können.
Im Rahmen der Faltungsalgebra kann man auf Gruppen eine Fouriertransformation durchführen. In der Harmonischen Analyse wird gezeigt, dass diese Definition mit der Definition der Fouriertransformation auf {\displaystyle \mathbb {R} } konsistent ist.

Sei {\displaystyle \rho \colon G\to {\text{GL}}(V_{\rho })} eine Darstellung, {\displaystyle f\in L^{1}(G),} dann definiert man die Fouriertransformierte {\displaystyle {\hat {f}}(\rho )\in {\text{End}}(V_{\rho })} durch die Formel
{\displaystyle {\hat {f}}(\rho )=\sum _{s\in G}f(s)\rho (s).}
Es gilt dann {\displaystyle {\widehat {f*g}}(\rho )={\hat {f}}(\rho )\cdot {\hat {g}}(\rho ).}

## Anwendung
- In der Bildbearbeitung und in der Bildverarbeitung wird die diskrete Faltung eingesetzt, um entweder störende Einflüsse wie Rauschen zu beheben oder Bildinformationen wie z. B. Kanten zu extrahieren (Kantendetektion). Dabei kommen der Aufgabenstellung angepasste Faltungsmatrizen zum Einsatz, die als Operatorvorschrift für den Glättungskern zu verstehen sind.
- Bei einem linearen, zeitinvarianten Übertragungsglied ergibt sich die Antwort auf eine Anregung durch Faltung der Anregungsfunktion mit der Impulsantwort des Übertragungsglieds. Beispielsweise stellt die lineare Filterung eines elektronischen Signals die Faltung der Original-Funktion mit der Impulsantwort dar.
- Faltungen werden genutzt, um spezielle Lösungen bestimmter partieller Differentialgleichungen zu konstruieren. Ist {\displaystyle G} die Fundamentallösung des partiellen Differentialoperators {\displaystyle L}, so ist {\displaystyle G*f} eine Lösung der partiellen Differentialgleichung {\displaystyle Lu=f}.
- Diffusions-Prozesse lassen sich durch die Faltung beschreiben.
- Wenn {\displaystyle X} und {\displaystyle Y} zwei stochastisch unabhängige Zufallsvariablen mit den Wahrscheinlichkeitsdichten {\displaystyle f} und {\displaystyle g} sind, dann ist die Dichte der Summe {\displaystyle X+Y} gleich der Faltung {\displaystyle f*g}. Siehe auch Faltung (Stochastik).
- In der Akustik (Musik) wird die Faltung (unter Zuhilfenahme der FFT = schnelle Fouriertransformation) auch zur digitalen Erzeugung von Hall und Echos und zur Anpassung von Klangeigenschaften verwendet. Dazu wird die Impulsantwort des Raumes, dessen Klangcharakteristik man übernehmen möchte, mit dem Signal, das man beeinflussen möchte, gefaltet.
- In der Ingenieurmathematik und der Signalverarbeitung werden Eingangssignale (äußere Einflüsse) mit der Impulsantwort (Reaktion des betrachteten Systems auf einen Diracimpuls als Signaleingang, auch Gewichtsfunktion) gefaltet, um die Antwort eines LTI-Systems auf beliebige Eingangssignale zu berechnen. Die Impulsantwort ist nicht zu verwechseln mit der Sprungantwort. Erstere beschreibt die Gesamtheit aus System und einem Dirac-Impuls als Eingangs-Testfunktion, letztere die Gesamtheit aus System und einer Sprungfunktion als Eingangs-Testfunktion. Die Berechnungen finden meist nicht im Zeitbereich, sondern im Frequenzbereich statt. Dazu müssen sowohl vom Signal als auch von der das Systemverhalten beschreibenden Impulsantwort Spektralfunktionen im Frequenzbereich vorliegen, oder ggf. aus dem Zeitbereich per Fouriertransformation oder einseitiger Laplacetransformation dorthin transformiert werden. Die entsprechende Spektralfunktion der Impulsantwort wird Frequenzgang oder Übertragungsfunktion genannt.
- In der numerischen Mathematik erhält man durch Faltung der Boxfunktion {\displaystyle N^{0}(t)} mit {\displaystyle N^{k-1}(t)} die B-Spline-Basisfunktion {\displaystyle N^{k}(t)} für den Vektorraum der stückweisen Polynome vom Grad k.
- In der Computeralgebra kann die Faltung für eine effiziente Berechnung der Multiplikation vielstelliger Zahlen eingesetzt werden, da die Multiplikation im Wesentlichen eine Faltung mit nachfolgendem Übertrag darstellt. Die Komplexität dieses Vorgehens ist mit {\displaystyle {\mathcal {O}}(n\cdot \log {(n)})} nahe linear, während das „Schulverfahren“ quadratischen Aufwand {\displaystyle {\mathcal {O}}(n^{2})} hat, wobei {\displaystyle n} die Zahl der Stellen ist. Dies lohnt sich trotz des zusätzlichen Aufwands, der hierbei für die Fouriertransformation (und deren Umkehrung) erforderlich ist.
- In der Hydrologie verwendet man die Faltung, um den durch ein Niederschlags-Abfluss-Ereignis produzierten Abfluss in einem Einzugsgebiet bei vorgegebener Menge und Dauer des Niederschlages zu berechnen. Dazu wird der sogenannte „Unit-Hydrograph“ (Einheits-Abflussganglinie) – die Abflussganglinie auf einen Einheitsniederschlag von vorgegebener Dauer – mit der zeitlichen Funktion des Niederschlages gefaltet.
- In der Reflexionsseismik wird eine seismische Spur als Faltung von Impedanzkontrasten der geologischen Schichtgrenzen und dem Ausgangssignal (Wavelet) betrachtet. Der Vorgang zur Wiederherstellung der unverzerrten Schichtgrenzen im Seismogramm ist die Dekonvolution.